# Hellebæk
Hellebæk es una localidad situada en el municipio de Elsinor, en la región Capital (Dinamarca), con una población en 2012 de unos 5549 habitantes.
Se encuentra ubicada en el extremo noreste de la isla de Selandia, cerca de Copenhague, del estrecho de Øresund y de la costa del mar Báltico.